# Mcpixel
Mcpixel är ett indiespel utvecklat av den polske datorspelsutvecklaren Mikolaj Kaminski under namnet "Sos Sosowski".

## Speluppbyggnad
Spelet följer protagonisten McPixel, som har 20 sekunder på sig att "rädda dagen", antingen genom att  desarmera en bomb eller att helt enkelt göra sig av med den innan den exploderar. Spelet innehåller 100 olika nivåer med samma mål. Spelet är en parodi av den nordamerikanska actionserien MacGyver.

## Utgivning
Spelutvecklaren lade ut spelet på Pirate Bay och blev det första spelet som stött Pirate Bay.
September 2012 hade 3 055 kopior av spelet sålts.

## Recensioner
| Mottagande      | Mottagande       |
| Samlingsbetyg   | Samlingsbetyg    |
| Tjänst          | Betyg            |
| --------------- | ---------------- |
| Metacritic      | 76 (PC) 83 (IOS) |
| Recensionsbetyg |                  |
| Publikation     | Betyg            |
| Eurogamer       | 7/10 (PC)        |
| Game Override   | 89/100 (PC)      |

Joshua William Chan från Game Override gav spelet betyget 89/100 och berömde spelets bildpunktsgrafik.